# 近心點經度
近心點經度（符號為ω）是在太空動力學中，當軌道傾角不為0時，描述在軌道上的天體近心點（在軌道上最接近中心天體的點）由春分點為起點量度的經度。近心點經度是一個複合的角度，一部分在參考平面上量度，其餘的則在軌道平面上量度。同樣的，任何近心點經度的變量（例如平經度和真經度）也都是複合的角度。

## 由狀態向量計算
ω可以從升交點黃經Ω和近心點角ω來計算：
ω = Ω + ω
這些都是軌道狀態向量。